# 埃德温·格雷夫斯
埃德温·格雷夫斯（英語：Edwin Graves，1897年7月10日—1986年4月29日），美国男子赛艇运动员。他曾代表美国参加1920年夏季奥林匹克运动会赛艇比赛，获得男子八人单桨有舵手金牌。